# Chad Morgan (zanger)
Chadwick William Morgan (Wondai, 11 februari 1933 – Gin Gin, 1 januari 2025) was een Australische countryzanger en gitarist, bekend om zijn vaudeville-stijl van komische country-, western- en folkliedjes, zijn opvallende tanden en zijn gekke podiumpersoonlijkheid. Naar aanleiding van zijn eerste opname werd hij de "The Sheik of Scrubby Creek" genoemd.
In februari 2024 kondigde Morgan zijn pensionering aan na zijn laatste optreden van de Farewell to Australia-tournee op 21 april 2024, op 91-jarige leeftijd. 
- International Standard Name Identifier: 0000 0004 6280 2199
- MusicBrainz: 9bec3ac5-658c-4d16-bf1d-a6c73fb5b6c0
- Virtual International Authority File: 32154739932252992786